# Rolstorp

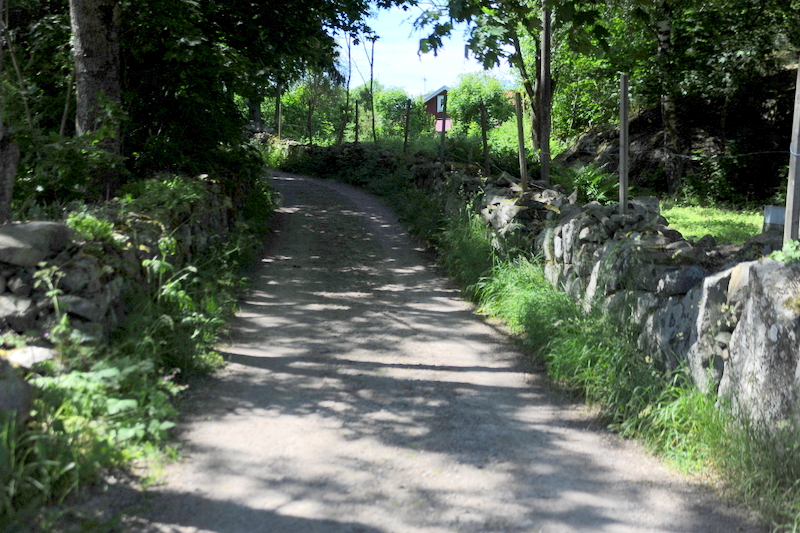
En av byvägarna i Rolstorps by, Raskens väg.

Rolstorp är en ort i Ronneby kommun. Orten var en del av den av SCB definierade och namnsatta småorten Kartorp och Rolstorp. 
Rolstorps by ligger i Listerby socken, i den västra delen av socknen, i direkt anslutning till Yxnarum by, och kan sägas länka samman byarna Yxnarum och Kartorp. I de bägge sistnämnda byarna fanns tidigare skolor, som bägge upphörde som skolor 1964, i och med att Listerbyskolan stod klar och i januari 1964 togs i bruk för undervisning. Rolstorps by har i huvudsak två byvägar: Rolstorps byväg och Raskens väg. Inom Rolstorps by har funnits åtminstone sex stycken gårdar. Idag är fortfarande två av dessa i bruk.  